# Radovan Vukadinović
Radovan Vukadinović (Bitolj, Sjeverna Makedonija, 18. ožujka 1938. - Zagreb, 22. svibnja 2019.), bio je hrvatski (jugoslavenski) sveučilišni profesor međunarodnih odnosa, politolog i pravnik.